# Emilio Higuero Cardoso
Emilio Higuero Cardoso (Arzádegos, Vilardevós, 28 de enero de 1930-Lobeira, 10 de abril de 2024) fue un político español, miembro del PPdeG.

## Trayectoria
Se licenció en la escuela de la  Guardia Civil de Valdemoro. Emigró a Brasil y a Suiza y al volver a Galicia se instaló en Lobeira.
Inició su actividad política en las elecciones municipales de 1983, donde fue elegido alcalde de Lobeira por Coalición Galega. Fue reelegido alcalde en las elecciones municipales de 1987 por Alianza Popular. En octubre de 1987 fue condenado por la Audiencia Provincial de Orense por un delito de denegación de asistencia, suspendido durante cuatro meses de cargos públicos y multado con 30 000 pesetas. Continuó desempeñándose como alcalde hasta 2015, excepto durante los tiempos en que fue inhabilitado por sentencia judicial. En las elecciones municipales de 2011 se quedó como alcalde por ser el candidato de la lista más votada, cuando fracasó un pacto entre el BNG y el Xuntos Por Lobeira.